# Justizvollzugsanstalt Uelzen
Die Justizvollzugsanstalt Uelzen ist eine Justizvollzugsanstalt in Uelzen in Niedersachsen. Die JVA ist zuständig für den Vollzug von Freiheitsstrafen im geschlossenen Vollzug bis zu fünf Jahren Freiheitsstrafe an erwachsenen männlichen Verurteilten und den Vollzug von Untersuchungshaft an jungen Gefangenen. Männliche erwachsene Untersuchungshäftlinge sind in der Abteilung Lüneburg Am Markt untergebracht. In der Abteilung Lüneburg Am Brockwinkler Weg werden Freiheitsstrafen im Offenen Vollzug bzw. im Freigang vollzogen.

## Geschichte
Die Justizvollzugsanstalt (JVA) Uelzen wurde 1987 in Betrieb genommen. Geplant wurde die JVA von den Architekten Harald Leonhardt, Werner Haller und Hartmut Nedden. 1993 wurden die Gefangenen der Jugend-Untersuchungshaft-Abteilung für ein Jahr in die Jugendanstalt Hameln verlegt; dafür wurden 40 Plätze für Abschiebungsgefangene befristet übernommen. 1994 baute man ein weiteres Vollzugshaus in Container-Bauweise mit ursprünglich 60 Haftplätzen. 1999 kam es zu einem ernsten Zwischenfall: Ein Gefangener tötete zwei Bedienstete, verletzte zwei weitere Bedienstete schwer und beging anschließend Selbstmord.
1999 wurde die Jugend-Untersuchungshaft-Abteilung aufgelöst, 2002 wurde die JVA Uelzen mit den Abteilungen Lüneburg, Stade und Cuxhaven zusammengeschlossen. 2004 gliederte man die Abteilung Cuxhaven der JVA Oldenburg an. 2013 erfolgte die Schließung der Abteilung Stade, nachdem die neu erbaute JVA Bremervörde eröffnet worden war. 2013 eröffnete die JVA nach der Schließung 1999 wieder eine neue Jugend-Untersuchungshaft-Abteilung.

## Organisation
Die Hauptanstalt in Uelzen besteht aus drei Häusern mit jeweils 60 Haftplätzen in vier Wohngruppen: Haus 1 mit Aufnahmeabteilung und Kurzstrafenvollzug, Haus 2 mit Regelvollzug bei langstrafigen Gefangenen und der Jugend-Untersuchungshaft und Haus 3 mit Regelvollzug und POV (Prüfung Offener Vollzug). Außerdem gibt es eine Sozialtherapie mit ca. 30 Behandlungsplätzen in 4 Wohngruppen. Am Standort Uelzen gibt es außerdem eine Abteilung des offenen Vollzuges mit Freigangsabteilung (offener Vollzug) und einem Schulungszentrum für Vollzugsangehörige. Außerdem verfügt die JVA in Lüneburg über eine Abteilung des offenen Vollzuges mit 33 Haftplätzen und eine Untersuchungshaftabteilung mit 50 Haftplätzen.

## Beschäftigungsmöglichkeiten für Gefangene
Die JVA Uelzen verfügt über drei handwerkliche Eigenbetriebe: eine zertifizierte Schlosserei, eine Näherei und eine Arbeitstherapie (Holzwerkstatt) sowie über Unternehmerbetriebe, in denen Textilarbeiten, Kartonage- und Papierarbeiten sowie Sortier- und Trennarbeiten angeboten werden.
Ferner werden Gefangene mit Hilfstätigkeiten in Kleiderkammer, Küche und anderen Anstaltsbereichen beschäftigt.
Als Fortbildungsmaßnahmen stehen Haupt- und Realschulkurse, Förderkurse sowie eine Ausbildung im Garten- und Landschaftsbau zur Verfügung.